# 道の駅天草市イルカセンター
道の駅天草市イルカセンター（みちのえき あまくさしイルカセンター）は、熊本県天草市にある国道324号の道の駅である。

## 施設
- 駐車場 27台
  - 普通車 23台
  - 大型車 4台
- トイレ 21器
- 拠点施設
  - 情報発信コーナー
  - 直売所
  - レストラン
  - イルカウォッチング情報提供設備
- 授乳室
- EV充電器
- 五和漁村センター（天草市風水害第一次避難所）

## 営業時間
- 9:00 - 18:00

## アクセス
- 国道324号 - 登録路線

## 周辺
- 通詞島